# Ericka Lorenz
Ericka Denise Lorenz (San Diego, 18 febbraio 1981) è un'ex pallanuotista statunitense, vincitrice di una medaglia d'argento ai giochi olimpici di Sydney 2000, e di una medaglia di bronzo ad Atene 2004.